# 交付
物权法上的交付，是指移转标的物所有權的行为。

## 交付的构成要件
完成交付的构成要件包括
- 约定的交付地点

未约定交付地点的，须于通过合同漏洞填补规则确定的交付地点。
- 移转占有

现实交付、建议交付须向受让人移转直接占有；
指示交付、占有改定须为受让人创设或移转间接占有。
- 具有交付的合意

当时人之间就直接占有或间接占有的创设或移转达成合意。

## 交付的类型

### 现实交付
现实交付，指将出让物至于受让人的实际控制之下。即双方在约定地点，基于交付的合意，移转直接占有，使受让人取得直接占有，让与人终局放弃全部占有地位。

### 观念交付
观念交付包括以下五種，分別是

#### 简易交付
简易交付，指动产物权的受让人因合同业已占有出让人的出让物的，转让人与受让人之间的物权转让或设立法律行为生效时，交付即完成。

#### 指示交付
指示交付，指出让人的出让动产被第三人占有的，出让人将返还请求权让与受让人，并告知占有人向受让人交付该动产。也称“返还请求权的让与”。

##### 指示交付的物权变动时间特殊
根据通说观点:
在动产买卖、动产赠与、动产质押中，以指示交付方式完成交付的，自指示交付的合意（两个约定）生效时发生物权变动；同时，类推适用《民法典》第五百四十六条第一款关于“债权让与通知”的规则，让与人应当对直接占有人发出“通知”，通知到达直接占有人之前，已经通过指示交付发生的物权变动对直接占有人不发生效力。

#### 占有改定
占有改定，指出让人在转让物权后，仍需要继续占有出让的动产的，由出让人与受让人订立合同，由出让人继续占有该动产，在约定期限届满时，出让人再按约定将该动产交还受让人占有。

#### 拟制交付
指在动产所有权已经证券化的情况下，完成仓单（或提单）的交付，即发生所有权移转或者职权设立的法律效果。